# Konstantín Serguéyevich Silin
Konstantín Serguéyevich Silin (1913-1996) fue un ingeniero de la Unión Soviética especializado en la construcción de puentes. Su proyecto más famoso fue el Puente de Wuhan sobre el río Yangtsé, en el que trabajó de 1954 a 1957 liderando un grupo de 28 expertos soviéticos que asesoraron durante su diseño y construcción.
Silin está enterrado en el cementerio de Kalitnikovskoe en Moscú.